# Valtatie 22
Pour les articles homonymes, voir Route nationale 22.
La route nationale 22  (en finnois : Valtatie 22, en suédois : Riksväg 22) est une route nationale de Finlande menant de Oulu à Kajaani.
Elle mesure 184 kilomètres de long.

## Trajet

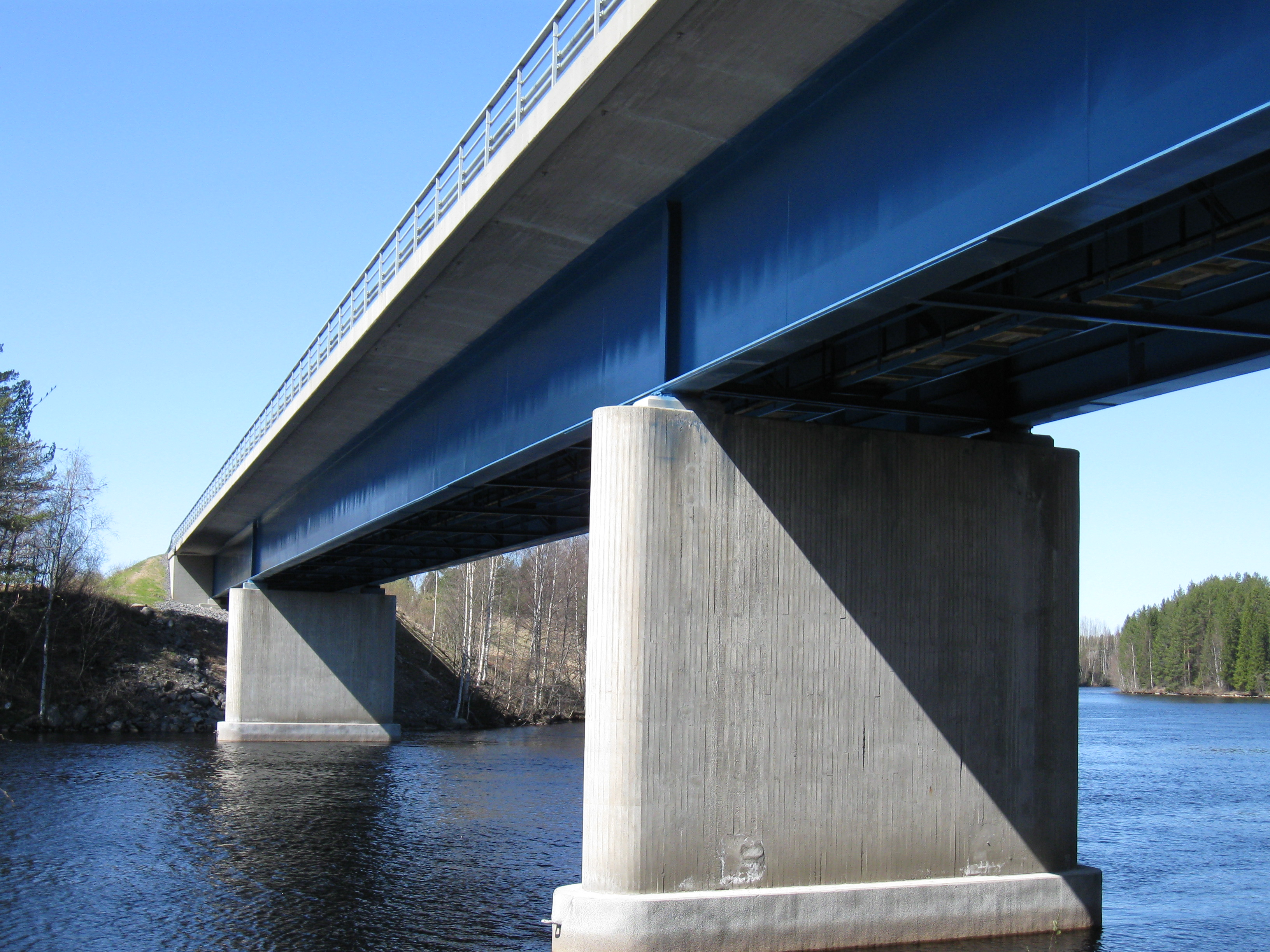
Le pont de la nationale 22 sur la Rivière d'Oulu à Utajärvi.

La route nationale 22 traverse les municipalités suivantes : Oulu, Muhos, Utajärvi, Vaala, Paltamo, Kajaani.